# Чистякова, Светлана Борисовна
Светла́на Бори́совна Чистяко́ва (род. 22 июня 1928) — советский и российский архитектор и градостроитель, специалист в области градостроительной экологии и охраны окружающей среды, кандидат архитектуры, профессор, академик РААСН по отделению градостроительства, почётный архитектор России, заслуженный архитектор Российской Федерации, начальник НМЦ оздоровления городской среды.

## Биография
Родилась 22 июня 1928 года в Москве. По окончании средней школы поступила в 1946 году в Московский архитектурный институт, который окончила в 1951 году.
С 1960 по 2023 год работала в ЦНИИП градостроительства, заведующая отделом градостроительной экологии.
В 1960 году защитила кандидатскую диссертацию на тему «Исследование архитектурно-планировочных вопросов благоустройства жилой зоны микрорайона».
На протяжении 35 лет работала профессором кафедры основ теории градостроительства МАРХИ. Более двух десятилетий возглавляла Совет по градостроительной экологии РААСН. Входила в учёный совет РААСН по градостроительству, эксперт генеральных планов Москвы, Краснодара, Тольятти. Руководитель 40 крупных проектных работ (среди них «Градо-экологическая концепция развития генплана Большого Сочи», «Градо-экологическая концепция развития Нижнего Новгорода» и прочие). Организатор ряда конференций. Почётный архитектор России (20002).
Скончалась в 2023 году в возрасте 95 лет.

## Публикации
Автор более 150 публикаций, среди них:
- Озеленение и микроклимат южных городов : [Обзор] / Н. С. Краснощёкова, С. Б. Чистякова. — Москва : Центр. науч.-техн. информации по гражд. строительству и архитектуре, 1968
- О методике прогнозирования состояния окружающей человека городской среды : (Обзор) / А. В. Попов, С. Б. Чистякова. — Москва : [ЦНТИ по гражд. стр-ву и архитектуре], 1975
- Охрана окружающей среды : [учеб. для архит. спец. вузов] / С. Б. Чистякова. — М. : Стройиздат, 1988. — ISBN 5-274-00010-X.
- Оздоровление окружающей среды городов : Сб. науч. тр. / / Центр. н.-и. и проект. ин-т по градостроительству ; Под ред. С. Б. Чистяковой. Вып. 4. — М. : ЦНИИПградостроительства, 1981
- The role of natural and climatic factors and micro-climate in designing and building residential districts / S. B. Chistyakova. — Moscow : [б. и.], 1968.
- Исследование архитектурно-планировочных вопросов благоустройства жилой зоны микрорайона : Автореферат дис. на соискание учёной степени кандидата архитектуры / Моск. архитектурный ин-т. Кафедра архитектурного проектирования планировки населённых мест. — Москва : [б. и.], 1960.
- Роль природно-климатических факторов в проектировании и строительстве городов. — Москва : Центр науч.-техн. информации по гражд. строительству и архитектуре, 1968.
- Рекомендации по улучшению окружающей среды жилой застройки : (Двустороннее сотрудничество с ВНР) / Центр. н.-и. и проект. ин-т по градостроительству; Под ред. С. Б. Чистяковой. — М.: ЦНИИП градостроительства, 1979.
- Научно-методические аспекты разработки территориальных комплексных схем охраны окружающей среды городов : Сб. науч. тр. / Центр. н.-и. и проект. ин-т по градостроительству; Под ред. С. Б. Чистяковой. — М.: ЦНИИП градостроительства, 1986 (1987).
- Рекомендации по улучшению окружающей среды жилой застройки : (Двустороннее сотрудничество с ВНР) / Центр. н.-и. и проект. ин-т по градостроительству ; Под ред. С. Б. Чистяковой. — Москва : ЦНИИП градостроительства, 1979.
- Преобразование городской среды : (Пробл. охраны и оздоровления) : Совмест. исслед. по плану науч.-техн. сотрудничества между СССР и ВНР / [С. Чистякова, А. Попов, Н. Краснощёкова и др.]. — Москва : Стройиздат, 1978.
- Чистякова, Светлана Борисовна. Город и природа / С. Б. Чистякова // Архитектура и строительство России. — 2009. — № 5. — С. 2-10 : 17 цв. ил.
- «Методика составления территориальных комплексных схем охраны окружающей среды городов»[8].
- Глава «Охрана среды» в СНиП и в справочнике проектировщика «Градостроительство»[8].